# Mistrzostwa Europy w Saneczkarstwie 2018 (tory naturalne)
27. Mistrzostwa Europy w saneczkarstwie na torach naturalnych 2018 odbyły się w dniach 9 - 11 lutego we austriackim Obdach-Winterleiten. Rozegrane zostały cztery konkurencje: jedynki kobiet, jedynki mężczyzn, dwójki mężczyzn oraz zawody drużynowe.
W konkurencji jedynek kobiet tytuł obroniła Włoszka Evelin Lanthaler. W jedynkach mężczyzn również tytuł przypadł obrońcy trofeum Austriakowi Thomasowi Kammerlanderowi. W dwójkach kolejny raz bezkonkurencyjna była para Patrick Pigneter i Florian Clara, którzy zdobyli Mistrzostwo Europy po raz czwarty. W rywalizacji drużynowej najlepszy okazał się zespół gospodarzy.
W jedynkach mężczyzn Patryk Budny i Rafał Zasuwa zostali sklasyfikowani odpowiednio na 27 i 28 miejscu. W dwójkach Adam Jędrzejko i Patryk Budny zajęli 11 pozycję, a wśród kobiet Julia Płowy była 12. Polacy nie przystąpili do rywalizacji drużynowej.

## Terminarz i medaliści
| Data           | Miejscowość         | Konkurencja      | Złoto                                                                             | Srebro                                                                   | Brąz                                                                        |
| -------------- | ------------------- | ---------------- | --------------------------------------------------------------------------------- | ------------------------------------------------------------------------ | --------------------------------------------------------------------------- |
| 11 lutego 2018 | Obdach-Winterleiten | Jedynki mężczyzn | Thomas Kammerlander                                                               | Alex Gruber                                                              | Patrick Pigneter                                                            |
| 10 lutego 2018 | Obdach-Winterleiten | Dwójki mężczyzn  | Włochy Patrick Pigneter · Florian Clara                                           | Austria Rupert Brüggler · Tobias Angerer                                 | Rosja Aleksandr Jegorow · Piotr Popow                                       |
| 11 lutego 2018 | Obdach-Winterleiten | Jedynki kobiet   | Evelin Lanthaler                                                                  | Greta Pinggera                                                           | Tina Unterberger                                                            |
| 11 lutego 2018 | Obdach-Winterleiten | Drużynowe        | Austria Tina Unterberger · Thomas Kammerlander · Rupert Brŭggler - Tobias Angerer | Włochy Evelin Lanthaler · Alex Gruber · Patrick Pigneter - Florian Clara | Rosja Daria Malejewa · Aleksandr Jegorow · Pawieł Porszniew - Iwan Łazariew |

## Wyniki

### Jedynki kobiet
- Data / Początek: 11 lutego 2018

| Medal | Zawodniczka        | Narodowość | 1. zjazd | 2. zjazd | Czas    | Strata |
| ----- | ------------------ | ---------- | -------- | -------- | ------- | ------ |
|       | Evelin Lanthaler   | Włochy     |          |          | 2:27,74 | -      |
|       | Greta Pinggera     | Włochy     |          |          |         | + 0,31 |
|       | Tina Unterberger   | Austria    |          |          |         | + 2,62 |
| 4.    | Sara Bachamnn      | Niemcy     |          |          |         | + 3,04 |
| 5.    | Daniela Mittermair | Włochy     |          |          |         | + 3,06 |
| 6.    | Michelle Diepold   | Austria    |          |          |         | + 3,53 |
| 7.    | Lisa Walch         | Niemcy     |          |          |         | + 3,74 |
| 8.    | Alexandra Pfattner | Włochy     |          |          |         | + 3,97 |
| 9.    | Daria Melejewa     | Rosja      |          |          |         | + 4,58 |
| 10.   | Swietłana Zaravina | Niemcy     |          |          |         | + 5,55 |
| . . . |                    |            |          |          |         |        |
| 12.   | Julia Płowy        | Polska     |          |          |         | + 9,33 |

### Jedynki mężczyzn
- Data / Początek: 11 lutego 2018

| Medal | Zawodnik            | Narodowość | 1. zjazd | 2. zjazd | Czas    | Strata  |
| ----- | ------------------- | ---------- | -------- | -------- | ------- | ------- |
|       | Thomas Kammerlander | Austria    |          |          | 2:24,40 | -       |
|       | Alex Gruber         | Włochy     |          |          |         | + 0,25  |
|       | Patrick Pigneter    | Włochy     |          |          |         | + 0,84  |
| 4.    | Florian Clara       | Włochy     |          |          |         | + 0,97  |
| 5.    | Florian Glatzl      | Austria    |          |          |         | + 1,16  |
| 6.    | Michael Scheikl     | Austria    |          |          |         | + 2,04  |
| 7.    | Stefan Federer      | Włochy     |          |          |         | + 2,10  |
| 8.    | Aleksandr Jegorow   | Rosja      |          |          |         | + 2,20  |
| 9.    | Gregori Bukin       | Rosja      |          |          |         | + 2,28  |
| 10.   | Christian Schopf    | Austria    |          |          |         | + 2,35  |
| . . . |                     |            |          |          |         |         |
| 27.   | Patryk Budny        | Polska     |          |          |         | + 13,03 |
| 28.   | Rafał Zasuwa        | Polska     |          |          |         | + 13,83 |

### Dwójki mężczyzn
- Data / Początek: 10 lutego 2018

| Medal | Zawodnicy                         | Narodowość | 1. zjazd | 2. zjazd | Czas    | Strata  |
| ----- | --------------------------------- | ---------- | -------- | -------- | ------- | ------- |
|       | Patrick Pigneter Florian Clara    | Włochy     |          |          | 2:33,75 | -       |
|       | Rupert Brueggler Tobias Angerer   | Austria    |          |          |         | + 0,34  |
|       | Aleksandr Jegorow Piotr Popow     | Rosja      |          |          |         | + 1,60  |
| 4.    | Paweł Porszniew Iwan Łazariew     | Rosja      |          |          |         | + 1,96  |
| 5.    | Stanisław Kowszik Ilja Tarasow    | Rosja      |          |          |         | + 3,93  |
| 6.    | Fabian Achenrainer Miguel Brugger | Austria    |          |          |         | + 5,07  |
| 7.    | Armin Folie Simone Gaio           | Włochy     |          |          |         | + 6,16  |
| 8.    | Andrij Diemczuk Myrosław Lenko    | Ukraina    |          |          |         | + 6,28  |
| 9.    | Florian Haselrieder Elias Gruber  | Włochy     |          |          |         | + 7,77  |
| 10.   | Josef Limmer Simon Dietz          | Niemcy     |          |          |         | + 9,00  |
| 11.   | Adam Jędrzejko Patryk Budny       | Polska     |          |          |         | + 10,74 |

### Drużynowe
- Data / Początek: 11 lutego 2018

| Medal | Zawodnicy                                                             | Narodowość | Czas    | Strata |
| ----- | --------------------------------------------------------------------- | ---------- | ------- | ------ |
|       | Tina Unterberger/Thomas Kammerlander/Rupert Brueggler/ Tobias Angerer | Austria    | 3:46,93 |        |
|       | Evelin Lanthaler/Alex Gruber/Patrick Pigneter/Florian Clara           | Włochy     | 3:48,44 |        |
|       | Daria Malejewa/Aleksandr Jegorow/Pawieł Porsznew/Iwan Łazarew         | Rosja      | 3:51,46 |        |
| 4.    | Sara Bachamnn/Marius Schmelzer/Josef Limmer/Simon Dietz               | Niemcy     | 3:55,91 |        |
| 5.    | Anastasiya Slyusar/Andrij Hirniak/Andrij Diemczuk/Myrosław Lenko      | Ukraina    | 4:04,75 |        |
| 6.    | Tereza Bartova/Tomáš Hašek/David Rydl/Karel Rejnart                   | Czechy     | 4:33,84 |        |
| -     | Julia Płowy/Rafał Zasuwa/Adam Jędrzejko/Patryk Budny                  | Polska     | dns     |        |

## Klasyfikacja medalowa
| Miejsce | Państwo | złoto | srebro | brąz | Razem |
| ------- | ------- | ----- | ------ | ---- | ----- |
| 1.      | Włochy  | 2     | 3      | 1    | 6     |
| 2.      | Austria | 2     | 1      | 1    | 4     |
| 3.      | Rosja   | 0     | 0      | 2    | 2     |